# トマス・マキノン・ウッド
トマス・マキノン・ウッド（英語: Thomas McKinnon Wood、1855年1月26日 - 1927年3月26日）は、自由党所属のイギリスの政治家である。ハーバート・ヘンリー・アスキスの内閣で1912年から1916年までスコットランド大臣を、1916年7月から12月まで財務長官(en)とランカスター公領大臣を務めた。1898年から翌年まではカウンティ・オブ・ロンドン議会議長(en)だった。

## 生涯
1855年1月26日にステップニーで、船主である商人の父と牧師の娘である母の間に一人息子として生まれた。父は元々オークニー諸島で農業を営んでいたが、後にロンドンへ定住した。
ウッドはハートフォードシャーのアルデンハムでブルーワース・カンパニー(en)が経営する学校(en)に通い、ユニヴァーシティ・カレッジ・ロンドンへ進んだ。論理学と道徳哲学で優秀な成績を収めて1875年にそこを卒業し、その後にブリタニカ百科事典第9版の編集にかかわったが、1878年に父が失明したため家業を継いだ。1883年に結婚し6男2女を儲けたが、2人の息子と1人の娘はウッドの存命中に死んだ。
1892年から1909年までハックニー・セントラル(en)からカウンティ・オブ・ロンドン議会に加わり、1897年から1908年まで進歩党(en)を指導し、1898年から翌年までは議会の議長を務めている。1907年から1909年までは長老議員だった。1899年にはカウンティ・オブ・ロンドンのロード・ルーテナント(en)副官に指名されている。
1895年にイスリングトン・イースト選挙区(en)から、1900年にグラスゴー・セント・ローロックス選挙区(en)から、1902年にはオークニーとシェトランド選挙区(en)から議員に立候補したが、いずれも落選している。しかし1906年に自由党の所属でグラスゴー・セント・ローロックス選挙区から当選し、1918年まで議席についた。1908年4月にハーバート・ヘンリー・アスキスの内閣から教育委員会財務官(en)に指名され、同年10月に外務次官(en)となるまでその地位にあった。
1911年から財務長官(en)となり、枢密院入りも果たした。それから数年の間ウッドは内閣でスコットランド大臣を務め、1915年5月の戦時連立内閣でも続投された。1916年7月にランカスター公領大臣と財務長官に指名された。財務長官の職は戦時において重要と見なされていたため、この使命は降格とは見なされていなかった。
しかし、同年12月にロイド・ジョージの内閣が成立すると、ウッドは政府での職を失った。1918年イギリス総選挙までウッドはアスキスが率いていた独立自由党(en)に所属していた。そして、保守党のギデオン・オリファント(en)の躍進によって「連合クーポン」(en)を受け取れなかった自由党員の多くと同様に、ウッドは議席も失った。1922年にはハックニー・セントラルから再選を目指して出馬したが、落選した。
ウッドは妻が世を去った2週間後の1927年3月26日に、サウス・ケンジントンで72歳で死去した。葬儀はトッテンハム・コート・ロードのホワイトフィールド会堂(en)で執り行われ、遺体はハイゲイト墓地に埋葬された。
ウッドは13万372ポンド相当の遺産を遺した。